# Liga de Diamante 2014
La Liga de Diamante 2014 fue la quinta edición del evento organizado por la IAAF, que entregó el Trofeo de diamante a cada uno de los atletas que acumuló más puntos en las 32 disciplinas atléticas repartidas en ramas masculina y femenina, después de catorce fechas alrededor del mundo. Fueron siete las ocasiones en las que cada prueba otorgó puntos a lo largo de la temporada.

## Reglas de la competición
A continuación las reglas para el otorgamiento de puntos y premios de los ganadores:
- Cada prueba otorga puntos en siete reuniones en toda la temporada.
- Los puntos para cada reunión son: 4 para el primer lugar; 2 para el segundo y 1 para el tercero. La última reunión otorga el doble de puntos.
- El atleta que acumule más puntos al final de la temporada es el ganador absoluto de la prueba; en caso de empate el ganador se decidirá por el que haya logrado el mayor número de victorias, y si todavía persiste la igualdad, el ganador será decidido por el resultado de la última reunión.
- Para ser el ganador absoluto de una prueba es necesaria la participación del atleta en la última reunión.
- En la final de cada prueba, en cada reunión, los participantes se harán acreedores a los siguientes premios en efectivo: $10.000 para el primer lugar; $6.000 para el segundo; $4.000 para el tercero; $3.000 para el cuarto; $2.500 para el quinto; $2.000 para el sexto; $1.500 para el séptimo y $1.000 para el octavo.
- El ganador absoluto de la prueba se hace acreedor al Trofeo de diamante más $40.000 en efectivo.

## Calendario
| Fecha           | Nombre                         | Estadio                        | Ciudad        | País           |
| --------------- | ------------------------------ | ------------------------------ | ------------- | -------------- |
| 9 de mayo       | Doha Diamond League            | Estadio Catar SC               | Doha          | Catar          |
| 18 de mayo      | Shanghai Golden Grand Prix     | Estadio de Shanghái            | Shanghái      | China          |
| 25 de mayo      | Adidas Grand Prix              | Icahn Stadium                  | Nueva York    | Estados Unidos |
| 31 de mayo      | Prefontaine Classic            | Hayward Field                  | Eugene        | Estados Unidos |
| 5 de junio      | Golden Gala                    | Estadio Olímpico de Roma       | Roma          | Italia         |
| 11 de junio     | ExxonMobile Bislett Games      | Bislett Stadion                | Oslo          | Noruega        |
| 14 de junio     | Adidas Grand Prix              | Nueva York                     | Icahn Stadium | Estados Unidos |
| 3 de julio      | Athletissima                   | Stade Olympique de la Pontaise | Lausana       | Suiza          |
| 5 de julio      | Meeting Areva                  | Stade de France                | Saint-Denis   | Francia        |
| 11-12 de julio  | Sainsbury's Glasgow Grand Prix | Hampden Park                   | Glasgow       | Escocia        |
| 18 de julio     | Herculis                       | Stade Louis II                 | Mónaco        | Mónaco         |
| 21 de agosto    | DN Galan                       | Estadio Olímpico de Estocolmo  | Estocolmo     | Suecia         |
| 24 de agosto    | British Ahtletics Grand Prix   | Alexander Stadium              | Birmingham    | Reino Unido    |
| 28 de agosto    | Weltklasse Zürich              | Letzigrund Stadium             | Zúrich        | Suiza          |
| 6 de septiembre | Memorial van Damme             | Estadio Rey Balduino           | Bruselas      | Bélgica        |

## Posiciones

### Masculino
Nota: En la parte inferior de cada tabla se indican las estadísticas del ganador de cada prueba atlética, las cuales corresponden a posición, marca y sede en la que se desarrolló cada evento en el que obtuvo puntos de manera sucesiva según el calendario.
| Pos. | Atleta           | Pts. |
| ---- | ---------------- | ---- |
| 1    | Justin Gatlin    | 16   |
| 2    | Mike Rodgers     | 13   |
| 3    | Nesta Carter     | 7    |
| 4    | Richard Thompson | 6    |
| 5    | Asafa Powell     | 2    |
| 6    | Kim Collins      | 1    |

| Pos. | Atleta              | Pts. |
| ---- | ------------------- | ---- |
| 1    | Alonso Edward       | 19   |
| 2    | Nickel Ashmeade     | 18   |
| 3    | Christophe Lemaitre | 4    |
| 4    | Rasheed Dwyer       | 3    |
| 5    | Curtis Mitchell     | 1    |

| Pos. | Atleta               | Pts. |
| ---- | -------------------- | ---- |
| 1    | LaShawn Merritt      | 26   |
| 2    | Gil Roberts          | 6    |
| 3    | Isaac Makwala        | 5    |
| 3    | Yousef Ahmed Masrahi | 5    |
| 5    | Wayde van Niekerk    | 2    |
| 6    | Chris Brown          | 1    |
| 6    | Martyn Rooney        | 1    |

| Pos. | Atleta             | Pts. |
| ---- | ------------------ | ---- |
| 1    | Nijel Amos         | 14   |
| 2    | David Rudisha      | 10   |
| 3    | Ayanleh Souleiman  | 6    |
| 4    | Asbel Kiprop       | 4    |
| 4    | Adam Kszczot       | 4    |
| 6    | André Olivier      | 3    |
| 7    | Mohammed Aman      | 2    |
| 8    | Marcin Lewandowski | 1    |

| Pos. | Atleta               | Pts. |
| ---- | -------------------- | ---- |
| 1    | Silas Kiplagat       | 16   |
| 2    | Asbel Kiprop         | 11   |
| 2    | Ayanleh Souleiman    | 11   |
| 4    | Taoufik Makhloufi    | 8    |
| 5    | Vincent Kibet        | 1    |
| 5    | James Kiplagat Magut | 1    |
| 5    | Homiyu Tesfaye       | 1    |

| Pos. | Atleta              | Pts. |
| ---- | ------------------- | ---- |
| 1    | Caleb Ndiku         | 15   |
| 2    | Yenew Alamirew      | 14   |
| 3    | Muktar Edris        | 8    |
| 4    | Edwin Cheruiyot Soi | 6    |
| 5    | Hagos Gebrhiwet     | 5    |
| 6    | Thomas Longosiwa    | 4    |
| 7    | Galen Rupp          | 3    |
| 8    | Paul Tanui          | 1    |

| Pos. | Atleta                      | Pts. |
| ---- | --------------------------- | ---- |
| 1    | Jairus Kipchoge Birech      | 28   |
| 2    | Brimin Kiprop Kipruto       | 5    |
| 3    | Evan Jager                  | 4    |
| 3    | Ezekiel Kemboi              | 4    |
| 3    | Conseslus Kipruto           | 4    |
| 3    | Mahiedine Mekhissi-Benabbad | 4    |
| 7    | Paul Kipsiele Koech         | 3    |
| 8    | Hillary Kipsang Yego        | 2    |
| 9    | Barnabas Kipyego            | 1    |

| Pos. | Atleta                  | Pts. |
| ---- | ----------------------- | ---- |
| 1    | Pascal Martinot-Lagarde | 27   |
| 2    | Sergey Shubenkov        | 8    |
| 3    | Orlando Ortega          | 6    |
| 4    | Andrew Riley            | 3    |

| Pos. | Atleta            | Pts. |
| ---- | ----------------- | ---- |
| 1    | Michael Tinsley   | 21   |
| 2    | Javier Culson     | 17   |
| 3    | Cornel Fredericks | 12   |
| 4    | Jehue Gordon      | 1    |

| Pos. | Atleta             | Pts. |
| ---- | ------------------ | ---- |
| 1    | Mutaz Essa Barshim | 20   |
| 2    | Bohdan Bondarenko  | 20   |
| 3    | Iván Újov          | 8    |
| 4    | Derek Drouin       | 3    |
| 4    | Erik Kynard        | 3    |
| 4    | Andriy Protsenko   | 3    |

| Pos. | Atleta                 | Pts. |
| ---- | ---------------------- | ---- |
| 1    | Renaud Lavillenie      | 28   |
| 2    | Konstadínos Filippídis | 11   |
| 3    | Augusto de Oliveira    | 4    |
| 3    | Robert Sobera          | 4    |
| 5    | Kévin Ménaldo          | 3    |
| 6    | Piotr Lisek            | 2    |
| 6    | Chrangrui Xue          | 2    |

| Pos. | Atleta                 | Pts. |
| ---- | ---------------------- | ---- |
| 1    | Godfrey Khotso Mokoena | 12   |
| 2    | Ignisius Gaisah        | 9    |
| 3    | Christian Taylor       | 8    |
| 4    | Jinzhe Li              | 6    |
| 5    | Zarck Visser           | 2    |

| Pos. | Atleta            | Pts. |
| ---- | ----------------- | ---- |
| 1    | Christian Taylor  | 20   |
| 2    | Will Claye        | 16   |
| 3    | Benjamín Compaoré | 8    |
| 4    | Lyukman Adams     | 5    |
| 5    | Chris Benard      | 1    |

| Pos. | Atleta             | Pts. |
| ---- | ------------------ | ---- |
| 1    | Reese Hoffa        | 23   |
| 2    | David Storl        | 13   |
| 3    | Joe Kovacs         | 10   |
| 4    | Christian Cantwell | 5    |
| 5    | Tomas Walsh        | 3    |
| 6    | Ryan Whiting       | 1    |

| Pos. | Atleta            | Pts. |
| ---- | ----------------- | ---- |
| 1    | Piotr Małachowski | 22   |
| 2    | Robert Harting    | 20   |
| 3    | Gerd Kanter       | 5    |
| 4    | Vikas Gowda       | 2    |
| 5    | Robert Urbanek    | 1    |

| Pos. | Atleta                    | Pts. |
| ---- | ------------------------- | ---- |
| 1    | Thomas Rhöler             | 15   |
| 2    | Tero Pitkämäki            | 10   |
| 3    | Ihab Abdelrahman El Sayed | 8    |
| 4    | Vítězslav Veselý          | 8    |
| 5    | Antii Ruuskanen           | 4    |
| 6    | Keshorn Walcott           | 4    |
| 7    | Julius Yego               | 2    |
| 8    | Dmitri Tarabin            | 1    |

### Femenino
| Pos. | Atleta                  | Pts. |
| ---- | ----------------------- | ---- |
| 1    | Veronica Campbell Brown | 10   |
| 2    | Murielle Ahouré         | 7    |
| 2    | Kerron Stewart          | 7    |
| 4    | Blessing Okagbare       | 4    |
| 5    | Myriam Soumaré          | 2    |

| Pos. | Atleta              | Pts. |
| ---- | ------------------- | ---- |
| 1    | Allyson Felix       | 21   |
| 2    | Blessing Okagbare   | 11   |
| 3    | Dafne Schippers     | 6    |
| 4    | Myriam Soumaré      | 5    |
| 5    | Anthonique Strachan | 3    |
| 6    | Jodie Williams      | 2    |
| 7    | Joanna Atkins       | 1    |

| Pos. | Atleta                  | Pts. |
| ---- | ----------------------- | ---- |
| 1    | Novlene Williams-Mills  | 20   |
| 2    | Sanya Richards-Ross     | 16   |
| 3    | Stephenie Ann McPherson | 8    |
| 4    | Francena McCorory       | 2    |
| 5    | Natasha Hastings        | 2    |

| Pos. | Atleta              | Pts. |
| ---- | ------------------- | ---- |
| 1    | Eunice Jepkoech Sum | 22   |
| 2    | Brenda Martínez     | 9    |
| 3    | Linsey Sharp        | 8    |
| 4    | Ajee Wilson         | 7    |
| 5    | Tigst Assefa        | 1    |
| 5    | Winnie Nanyondo     | 1    |

| Pos. | Atleta                | Pts. |
| ---- | --------------------- | ---- |
| 1    | Jennifer Simpson      | 17   |
| 2    | Abeba Aregawi         | 12   |
| 3    | Sifan Hassan          | 10   |
| 4    | Hellen Onsando Obiri  | 5    |
| 5    | Shannon Rowbury       | 4    |
| 6    | Viola Jelagat Kibiwot | 2    |

| Pos. | Atleta                | Pts. |
| ---- | --------------------- | ---- |
| 1    | Mercy Cherono         | 22   |
| 2    | Genzebe Dibaba        | 12   |
| 3    | Viola Jelagat Kibiwot | 5    |
| 4    | Almaz Ayana           | 4    |
| 4    | Sifan Hassan          | 4    |
| 6    | Betsy Saina           | 2    |
| 7    | Irene Jelagat         | 1    |

| Pos. | Atleta          | Pts. |
| ---- | --------------- | ---- |
| 1    | Hiwot Ayalew    | 19   |
| 2    | Sofía Assefa    | 13   |
| 3    | Emma Coburn     | 10   |
| 3    | Habiba Ghribi   | 10   |
| 5    | Purity Kerui    | 2    |
| 6    | Lidya Chepkurui | 1    |

| Pos. | Atleta          | Pts. |
| ---- | --------------- | ---- |
| 1    | Dawn Harper     | 21   |
| 2    | Queen Harrison  | 17   |
| 3    | Sally Pearson   | 6    |
| 4    | Brianna Rollins | 4    |
| 5    | Tiffany Porter  | 2    |

| Pos. | Atleta            | Pts. |
| ---- | ----------------- | ---- |
| 1    | Kaliese Spencer   | 30   |
| 2    | Eilidh Child      | 7    |
| 3    | Adekoya Oluwakemi | 6    |
| 4    | Denisa Rosolová   | 5    |
| 5    | Georganne Moline  | 4    |
| 6    | Cassandra Tate    | 1    |

| Pos. | Atleta        | Pts. |
| ---- | ------------- | ---- |
| 1    | María Kúchina | 18   |
| 2    | Ana Šimic     | 12   |
| 3    | Blanka Vlašić | 10   |
| 4    | Ruth Beitia   | 5    |

| Pos. | Atleta                 | Pts. |
| ---- | ---------------------- | ---- |
| 1    | Fabiana Murer          | 20   |
| 2    | Ekateríni Stefanídi    | 9    |
| 2    | Jennifer Suhr          | 9    |
| 4    | Nikoléta Kiriakopoúlou | 8    |

| Pos. | Atleta            | Pts. |
| ---- | ----------------- | ---- |
| 1    | Tianna Bartoletta | 18   |
| 2    | Ivana Španovic    | 8    |
| 3    | Éloyse Leseur     | 6    |
| 4    | Brittey Reese     | 3    |
| 5    | Darya Klishina    | 3    |

| Pos. | Atleta            | Pts. |
| ---- | ----------------- | ---- |
| 1    | Caterine Ibargüen | 28   |
| 2    | Ekaterina Koneva  | 8    |
| 3    | Olga Saladukha    | 6    |
| 3    | Kimberly Williams | 6    |
| 5    | Olga Rypakova     | 2    |
| 5    | Yosiri Urrutia    | 2    |

| Pos. | Atleta             | Pts. |
| ---- | ------------------ | ---- |
| 1    | Valerie Adams      | 32   |
| 2    | Cristina Schwanitz | 10   |
| 3    | Michelle Carter    | 6    |
| 4    | Cleopatra Borel    | 2    |
| 4    | Yuliya Leantsiuk   | 2    |
| 6    | Anita Márton       | 1    |

| Pos. | Atleta               | Pts. |
| ---- | -------------------- | ---- |
| 1    | Sandra Perković      | 30   |
| 2    | Gia Lewis-Smallwood  | 13   |
| 3    | Dani Samuels         | 9    |
| 4    | Shanice Craft        | 2    |
| 5    | Mélina Robert-Michon | 1    |

| Pos. | Atleta            | Pts. |
| ---- | ----------------- | ---- |
| 1    | Barbora Špotáková | 22   |
| 2    | Martina Ratej     | 10   |
| 3    | Linda Stahl       | 5    |
| 3    | Sunette Viljoen   | 4    |
| 5    | Kathryn Mitchell  | 4    |
| 6    | Madara Palameika  | 1    |